# Ver (Manche)
Ver és un municipi francès situat al departament de la Manche i a la regió de Normandia. L'any 2007 tenia 364 habitants.

## Demografia

### Població
El 2007 la població de fet de Ver era de 364 persones. Hi havia 140 famílies de les quals 38 eren unipersonals (25 homes vivint sols i 13 dones vivint soles), 47 parelles sense fills, 51 parelles amb fills i 4 famílies monoparentals amb fills.
La població ha evolucionat segons el següent gràfic:
Habitants censats

### Habitatges
El 2007 hi havia 225 habitatges, 146 eren l'habitatge principal de la família, 63 eren segones residències i 16 estaven desocupats. 218 eren cases i 3 eren apartaments. Dels 146 habitatges principals, 105 estaven ocupats pels seus propietaris, 35 estaven llogats i ocupats pels llogaters i 6 estaven cedits a títol gratuït; 2 tenien una cambra, 5 en tenien dues, 32 en tenien tres, 35 en tenien quatre i 72 en tenien cinc o més. 122 habitatges disposaven pel capbaix d'una plaça de pàrquing. A 72 habitatges hi havia un automòbil i a 65 n'hi havia dos o més.

### Piràmide de població
La piràmide de població per edats i sexe el 2009 era:
| Homes | Edats   | Dones |
| ----- | ------- | ----- |
| 0     | 95 o +  | 0     |
| 0     | 90 a 94 | 4     |
| 0     | 85 a 89 | 4     |
| 4     | 80 a 84 | 4     |
| 0     | 75 a 79 | 8     |
| 20    | 70 a 74 | 8     |
| 8     | 65 a 69 | 8     |
| 12    | 60 a 64 | 16    |
| 12    | 55 a 59 | 8     |
| 12    | 50 a 54 | 8     |
| 8     | 45 a 49 | 4     |
| 4     | 40 a 44 | 8     |
| 4     | 35 a 39 | 0     |
| 20    | 30 a 34 | 20    |
| 4     | 25 a 29 | 8     |
| 4     | 20 a 24 | 4     |
| 0     | 15 a 19 | 8     |
| 4     | 10 a 14 | 4     |
| 20    | 5 a 9   | 0     |
| 0     | 0 a 4   | 24    |

## Economia
El 2007 la població en edat de treballar era de 212 persones, 162 eren actives i 50 eren inactives. De les 162 persones actives 148 estaven ocupades (83 homes i 65 dones) i 15 estaven aturades (11 homes i 4 dones). De les 50 persones inactives 19 estaven jubilades, 10 estaven estudiant i 21 estaven classificades com a «altres inactius».

### Ingressos
El 2009 a Ver hi havia 136 unitats fiscals que integraven 323 persones, la mediana anual d'ingressos fiscals per persona era de 14.447 €.

### Activitats econòmiques
Dels 7 establiments que hi havia el 2007, 1 era d'una empresa de construcció, 2 d'empreses de transport, 1 d'una empresa immobiliària i 3 d'empreses de serveis.
L'any 2000 a Ver hi havia 40 explotacions agrícoles que ocupaven un total de 867 hectàrees.

## Poblacions més properes
El següent diagrama mostra les poblacions més properes.